# Mexican Kids
Pour plus de détails, voir Fiche technique et Distribution.
Mexican Kids (Temporada de patos) est un film mexicain réalisé par Fernando Eimbcke et sorti en 2004. 

## Résumé de l'intrigue
Flama et son ami Moko, deux copains de 14 ans, se retrouvent seuls un dimanche toute la journée. La mère de Flama doit aller travailler et leur laisse l'appartement et un peu d'argent. Passionnés de jeux vidéo, ils s'imaginent, malgré l'ennui qui s'insinue, que le temps passera nonchalamment. C'était sans compter avec deux évènements inattendus : une coupure de courant qui invite leur jeune voisine Rita pour faire cuire son gâteau, et le livreur de pizza express qui arrive onze secondes trop tard.
Les deux garçons ne veulent pas payer la pizza, mais le livreur, un jeune obstiné ne l'entend pas de cette oreille. Ils finissent par conclure un marché : ils jouent la facture au jeu vidéo. Malheureusement une nouvelle coupure de courant rajoute de l'eau sur le feu. Le livreur s'incruste, Rita met de la marijuana dans le gâteau, Moko expérimente un flirt avec elle. Sous l'emprise de la drogue, les 4 personnages partent chacun dans une dérive onirique... 

## Fiche technique
- Titre original : Temporada de patos
- Titres alternatifs:  États-Unis : Duck Season
- Pays : Mexique
- Réalisateur et scénariste : Fernando Eimbcke
- Scénario : Paula Markovitch
- Genre : Comédie
- Langue : espagnol mexicain
- Producteurs : Jaime Bernardo Ramos, Frida Torresblanco et Christian Valdelièvre
- Durée : 85 min.
- Couleur : noir et blanc
- Lieux de tournage : Mexico
- Distribution : Rezo Films
- Dates de sortie :
  - Mexique : mars 2004 (Festival international du film de Guadalajara)
  - France : 14 mai 2004 (Festival de Cannes)
  - Canada : 15 septembre 2004 (Festival international du film de Toronto)
  - Suisse : 4 mai 2005

## Distribution
- Carolina Politi : la mère de Flama
- Daniel Miranda : Flama
- Diego Cataño : Moko
- Danny Perea : Rita, la voisine
- Enrique Arreola : Ulises, le livreur de pizza

## Récompenses
- Festival international du film de Thessalonique 2004 : meilleur réalisateur

## Autour du film
Le film sort en France le 20 avril 2005 et est édité en DVD sous-titré en français.